# 艾兴 (莱茵兰-普法尔茨州)
艾兴（德語：Eichen，發音：[ˈaɪçn̩] ⓘ）是德国莱茵兰-普法尔茨州韦斯特林山区阿尔滕基兴县的市镇，总面积4.27平方千米，2023年12月31日总人口为565人。